# Kunstcollectief
Een kunstcollectief of kunstenaarscollectief is een samenwerkingsverband dat opgezet is en beheerd wordt door kunstenaars. Het heeft tot doel het gezamenlijk  in groepsverband naar buiten treden van de kunstenaars. Een collectief heeft een tweeledige functie; enerzijds kunnen de individuele deelnemende kunstenaars bij elkaar terecht ter inspiratie en ondersteuning. Ze vormen als groep elkaars referentie. Hoewel de achtergronden van de kunstenaars verschillen bestaat de groep uit gelijkgezinden die eenzelfde doel voor ogen hebben.
Anderzijds vormt een collectief een goede mogelijkheid om gezamenlijke projecten op te zetten en subsidies te verkrijgen, hierbij in het oog houdend de voordelen die een gezamenlijke aanpak met zich meebrengt. Het naar buiten treden van een individuele kunstenaar kan leiden tot omvangrijke kosten- en tijdsintensieve trajecten. Door dit in collectief verband op te zetten en uit te voeren en rekening te houden met de individuele capaciteiten en competenties kunnen aanzienlijke kosten- en vooral tijdsbesparingen gerealiseerd worden. Daarnaast biedt een collectief een uitgelezen mogelijkheid om door middel van diversificatie, door het combineren van meerdere disciplines, een groter publieksbereik te realiseren.